# Scaria maculata
Scaria maculata är en insektsart som beskrevs av Giglio-tos 1898. Scaria maculata ingår i släktet Scaria och familjen torngräshoppor. Inga underarter finns listade i Catalogue of Life.